# Catholicisme au Laos

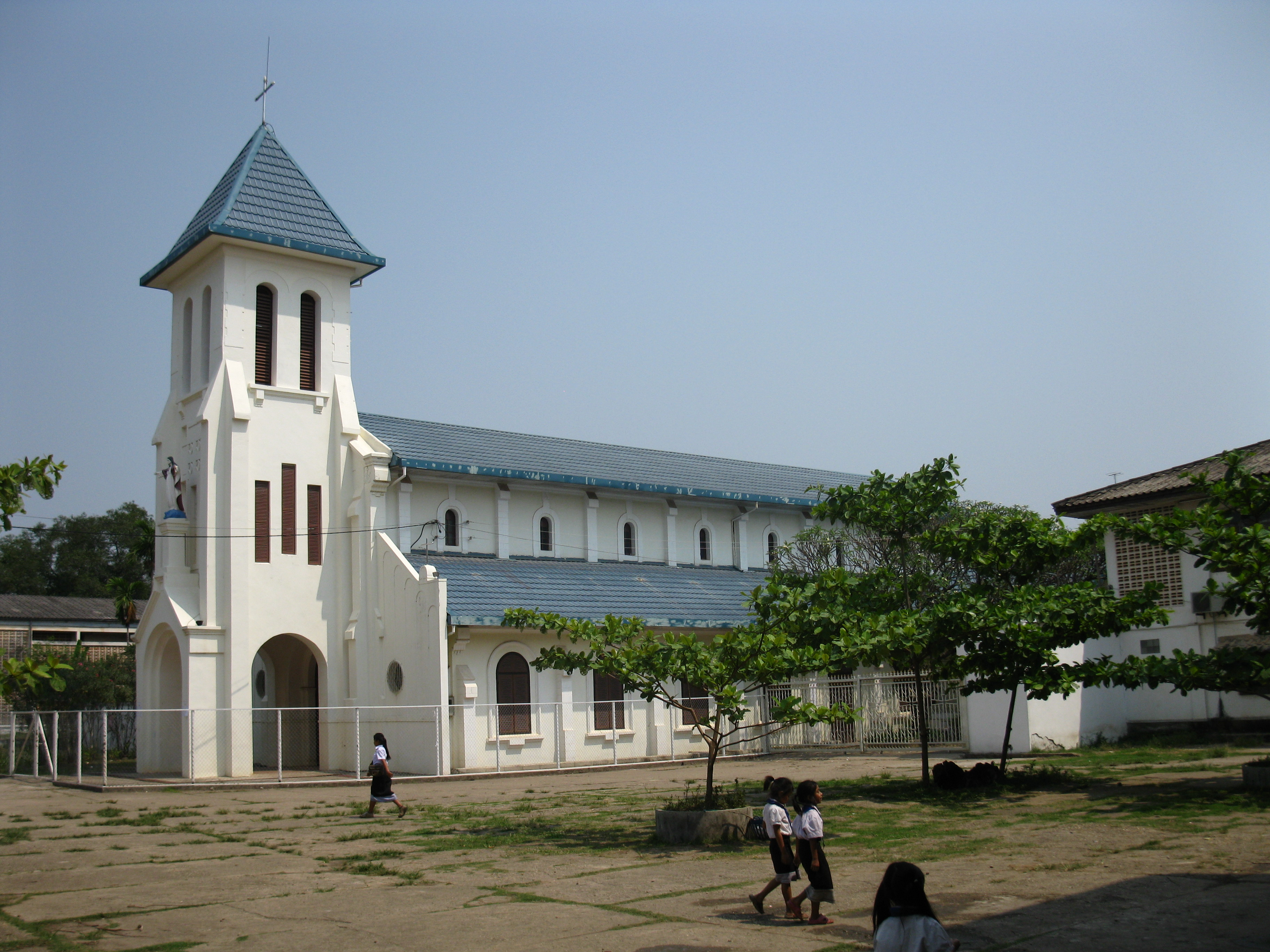
La cathédrale du Sacré-Cœur de Vientiane.

Le catholicisme au Laos est une religion minoritaire de ce pays. L'Église catholique y a installé des missions qui ne se sont développées que tardivement. Elle est officiellement reconnue au Laos par le Parti révolutionnaire populaire lao depuis 1979, après des décennies de persécutions et son interdiction en 1975. Les cinq derniers missionnaires étrangers quittent le pays en 1976.
En 2013, il y avait environ 103 000 catholiques au Laos, soit 1,5% de la population, dont un certain nombre d'ethnie vietnamienne, ou d'ethnies montagnardes Khmu ou Thaï Deng. Ils sont concentrés dans les centres urbains et le long du Mékong dans la partie centrale et méridionale du pays. Les activités de l'Église catholique laotienne sont plus difficiles dans le Nord du Laos montagneux.
Le pays est divisé en quatre vicariats apostoliques:
- Le vicariat apostolique de Luang Prabang (vacant depuis 1975)
- Le vicariat apostolique de Paksé
- Le vicariat apostolique de Savannakhet
- Le vicariat apostolique de Vientiane

Les quatre vicariats administrent vingt-quatre regroupements de paroisses (comprenant une centaine de communautés) dans tout le pays. Toutes les propriétés de l'Église ont été détruites ou au mieux confisquées en 1975. Il n'y a plus de paroisse à Luang Prabang. Le vicariat de Luang Prabang est administré par un administrateur apostolique à Vientiane, mais comme le gouvernement lui interdit de visiter son territoire dans le Nord du Laos, il demeure à Vientiane, la capitale. L'accès aux églises est progressivement permis pour le culte.
En 2008, le diocèse de Nantes ouvre un procès informatif en béatification de quinze martyrs du Laos dans la période 1954-1970 qui a été transmis à Rome en 2010. Ce sont majoritairement des missionnaires des Missions étrangères de Paris et des Oblats de Marie-Immaculée, ainsi que quelques catéchistes et laïcs laotiens. Ce seront les premières causes de béatification de ce pays, indépendant depuis 1953.

## Historique

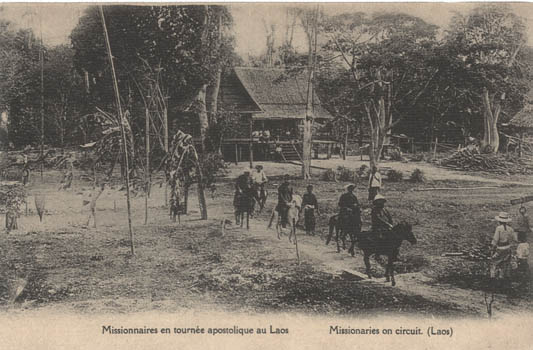
Tournée missionnaire au Laos dans les années 1910.

Une première tentative d'évangélisation a lieu lorsqu'un père jésuite italien, le Père de Leria, séjourne à Vientiane de 1642 à 1647. Les Missions étrangères de Paris lancent aussi des missionnaires au Laos à partir du Siam, mais c'est un échec total. Ce n'est qu'au milieu du XIXe siècle avec l'essor des missions que l'évangélisation au Laos est de nouveau envisagée, avec l'essor de celles de Cochinchine ou du Tonkin. En 1881, deux missionnaires français des Missions étrangères de Paris, Constant Prodhomme (1849-1920) et François Guégo (1855-1918) sont envoyés à partir de Bangkok pour implanter des missions dans le Nord-Est de la Thaïlande actuelle, l'Isan, où la population est d'ethnie lao. Par la suite, d'autres missionnaires créeront des postes sur la rive gauche du Mékong, d'abord, en 1886, sur l'île de Don Dône, près de Thakhek, et ensuite à Keng Sadok, près de Paksane, en 1886  . Le Haut-Laos (Chao-Laos) montagneux est pénétré à partir du Tonkin. Cette région demeure rattachée au vicariat apostolique de Thanh-Hoa, jusqu'en 1958, mais demeure très peu christianisée à cause des difficultés d'accès. En 1900, la mission Lao totalisait 9 000 chrétiens. Mgr Vey demande alors l'érection d'un nouveau vicariat séparé de celui de Bangkok. C'est ainsi que naît le vicariat de Nong Seng, village à trois kilomètres au nord de Nakhon Phanom sur le Mékong et d'accès facile tant du côté siamois que laotien. Le premier vicaire apostolique de la mission lao est Mgr Joseph Cuaz (de la même promotion que Mgr de Guébriant). Il fonde deux nouvelles résidences missionnaires : l’une à l’ouest, celle de Nakhorn Ratchasima (Khorat), l'autre à l'est située dans le Bassac (Bas-Laos) auprès des tribus kha. Pendant la Première Guerre mondiale, huit missionnaires sont mobilisés: il ne reste que quelques prêtres français âgés et trois prêtres siamois venus renforcer la mission. 
Dans les années 1930, les Missions étrangères de Paris, avec leur vicaire apostolique sur place, Mgr Ange-Marie Gouin, demandent à être détachées du Haut-Laos et qu'un autre institut vienne à la rescousse. Seuls les oblats de Marie-Immaculée acceptent en 1933 et arrivent en 1935 dans ce territoire sous administration coloniale française avec trois missionnaires. Ce territoire immense comprend en 1938 un nombre de 2 796 chrétiens.

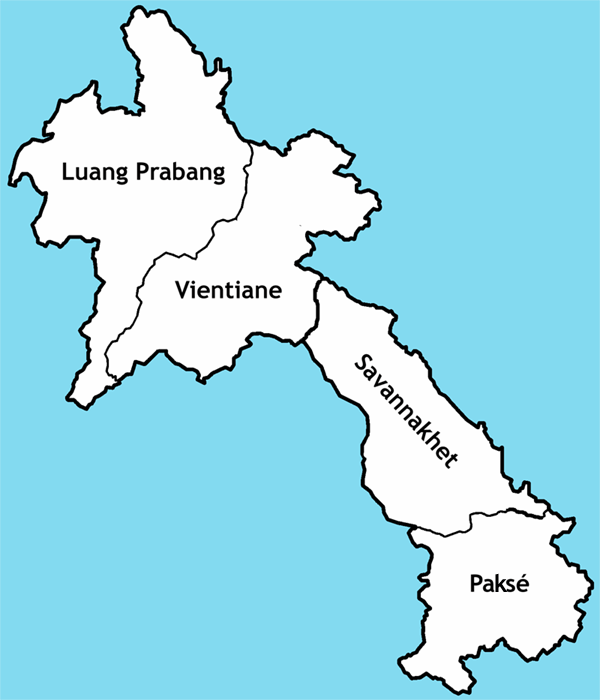
Carte des vicariats apostoliques.

Tout semble remis en cause avec la Seconde Guerre mondiale et l'isolement qui en résulte, ainsi que l'occupation japonaise. Après le coup de force japonais du 9 mars 1945, tous les missionnaires sont internés. Les Japonais fusillent Mgr Gouin, Mgr Thomine, le Père Jean Thibaud (1890-1945) et plusieurs citoyens français dans la région de Thakhek, ainsi que le Père Jean Fraix (1906-1945) dans la région de Savannakhet. Après la capitulation japonaise, l'arrivée du Viêt Minh, puis du Pathet Lao rend le travail des missionnaires encore plus difficile, et il faut attendre la lente remontée de l'armée française le long du Mékong pour rétablir les missions. Dans les années 1950 (l'indépendance du pays partagé entre neutralistes, royalistes et communistes a lieu en 1953), les missions repartent, mais le pays est en proie à la guerre civile. Début 1954, un groupe de missionnaires est déporté en camp de concentration par le Viêt Minh. Jean-Baptiste Malo y trouve la mort. La préfecture apostolique de Thakhek, fondée le 17 juillet 1950 avec Mgr Jean Arnaud (1904-1972) m.e.p. (qui fera partie des déportés du camp de Do Luong), comme premier préfet apostolique, est érigée en vicariat apostolique, le 24 février 1958, avec Mgr Arnaud à sa tête. Le 26 novembre 1963, le vicariat apostolique de Thakhek est changé en vicariat apostolique de Savannakhet avec toujours Mgr Arnaud comme vicaire apostolique. À la fin des années 1950, les persécutions redémarrent à partir du nord du pays où l'infiltration du Pathet Lao s'implante et les neutralistes de Souvanna Phouma sont marginalisés à la suite du coup d'État de 1960. C'est l'époque des martyres de prêtres comme les PP. René Dubroux, Noël Tenaud et son catéchiste Joseph, Mario Borzaga, Vincent L'Hénoret, Louis Leroy et Michel Coquelet, ainsi que du frère Alexis Guéméné, etc. Le Luang Prabang compte encore une vingtaine de prêtres. Le vicariat de Vientiane a 58 prêtres en 1962 et 36 religieuses pour seulement 15 168 catholiques dispersés sur un total de près d'un million d'habitants. À Thakhet, les missions étrangères de Paris disposent de 38 prêtres et 54 religieuses.
Progressivement, le pays tombe sous la coupe des communistes. Le 12 juin 1967, le vicariat apostolique de Savannakhet est divisé en deux vicariats : celui de Savannakhet et celui de Paksé avec Mgr Jean Urkia comme premier vicaire apostolique. En mai 1968, le Père Lucien Galan et son catéchiste Thomas, y sont assassinés. En juin 1971, Mgr Pierre Bach succède à Mgr Arnaud, démissionnaire, comme vicaire apostolique de Savannakhet. En 1975, le Pathet Lao s'empare du reste du pays. Mgr Bach, démissionnaire en raison de la situation politique, est remplacé le 10 juillet par Mgr Outhay Thepmany, laotien, de même que Mgr Thomas Khamphan o.m.i., laotien, devient évêque de Paksé en remplacement de Mgr Urkia démissionnaire pour les mêmes  raisons. C'est désormais le coup d'arrêt et l'interdiction du culte. Les derniers missionnaires étrangers (moins d'une dizaine) regroupés et assignés à résidence quittent le pays en 1976. En 1977, la population de baptisés catholiques est estimée à 34 000 fidèles. Toutes les églises sont détruites ou transformées en entrepôts.
L'Église catholique est officiellement enregistrée par les autorités communistes en 1979 et le culte est progressivement permis dans les années 1990. L'Église est étroitement surveillée par le gouvernement. Il n'y a plus qu'un prêtre dans le vicariat apostolique de Luang Prabang à partir de 1976 et plus aucun en 2003. En 2000, on estime le nombre de catholiques à 45 000 fidèles, tandis que le nombre de protestants évangéliques a plus que triplé, puisqu'ils ont des structures plus légères et des assemblées moins soumises à la surveillance. Il faut attendre 2014 pour qu'un seul prêtre catholique ait la permission de demeurer dans le nord du pays (Luang Prabang). La plupart des paroisses du Laos sont organisées en communautés de base, avec une grande implication du laïcat. Il n'y a plus qu'une quinzaine de prêtres dans tout le pays en 2016.
Le 11 décembre 2016 a lieu la cérémonie de béatification par le cardinal Quevedo, délégué pontifical, de dix-sept martyrs du Laos (dont dix prêtres français, six Laotiens et un prêtre italien). Cet événement historique pour l'histoire du christianisme au Laos s'est tenu en la cathédrale de Vientiane en présence de tout le clergé du pays (quatre évêques et vingt-et-un prêtres) et de nombreux prêtres étrangers, ainsi que six mille fidèles.

## Illustrations

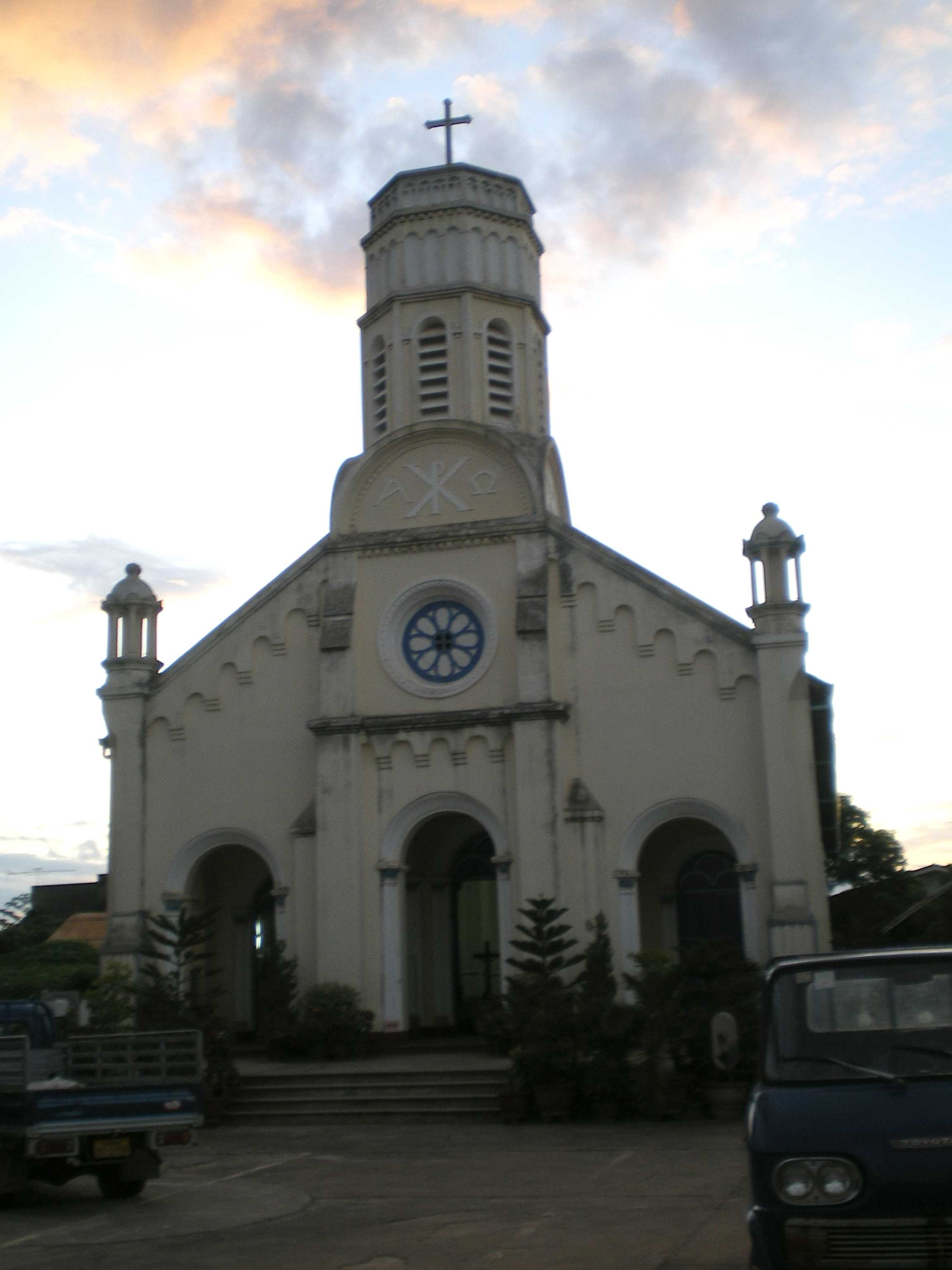
La cocathédrale Sainte-Thérèse de Savannakhet
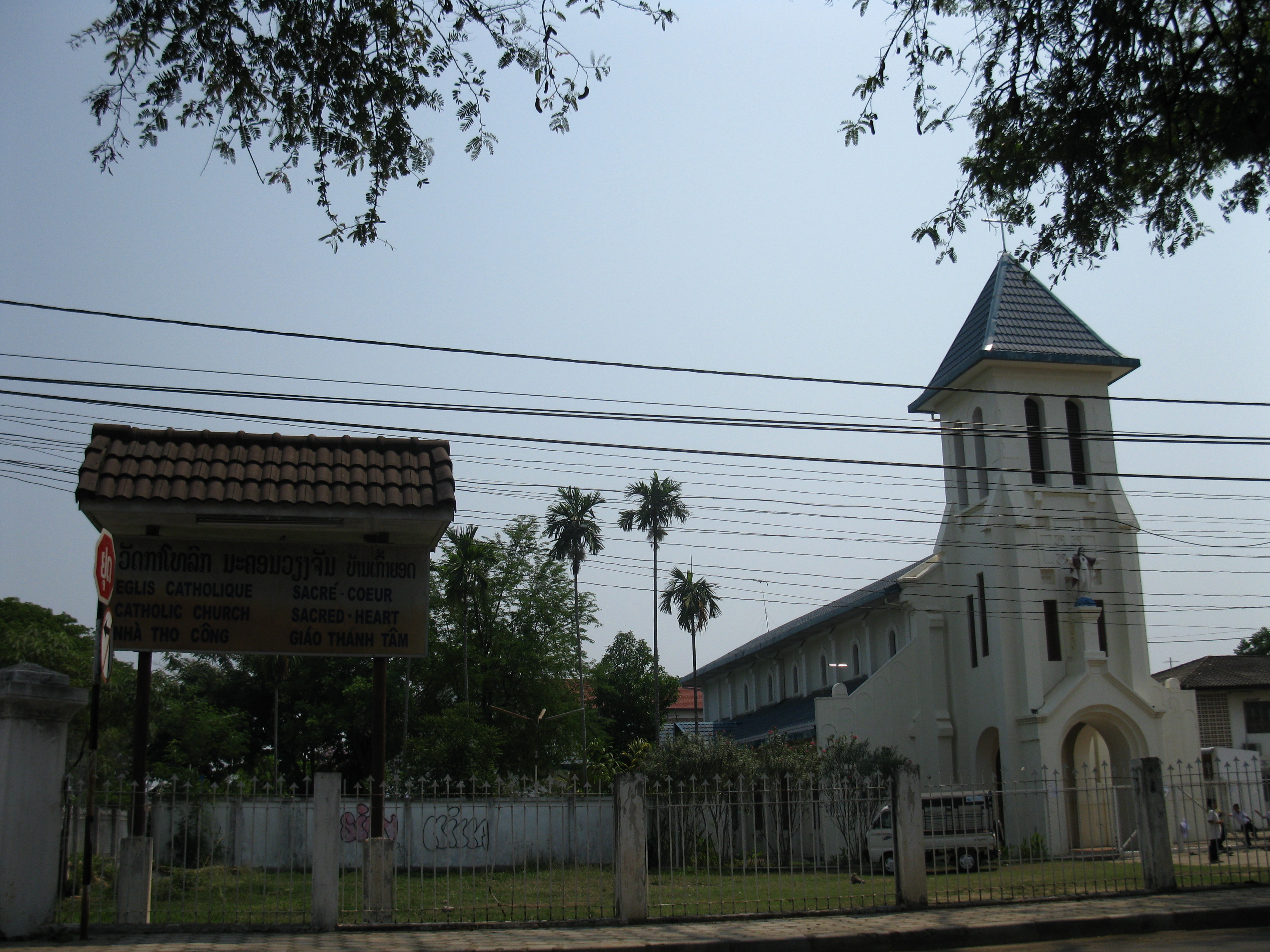
La cathédrale du Sacré-Cœur de Vientiane (1928).
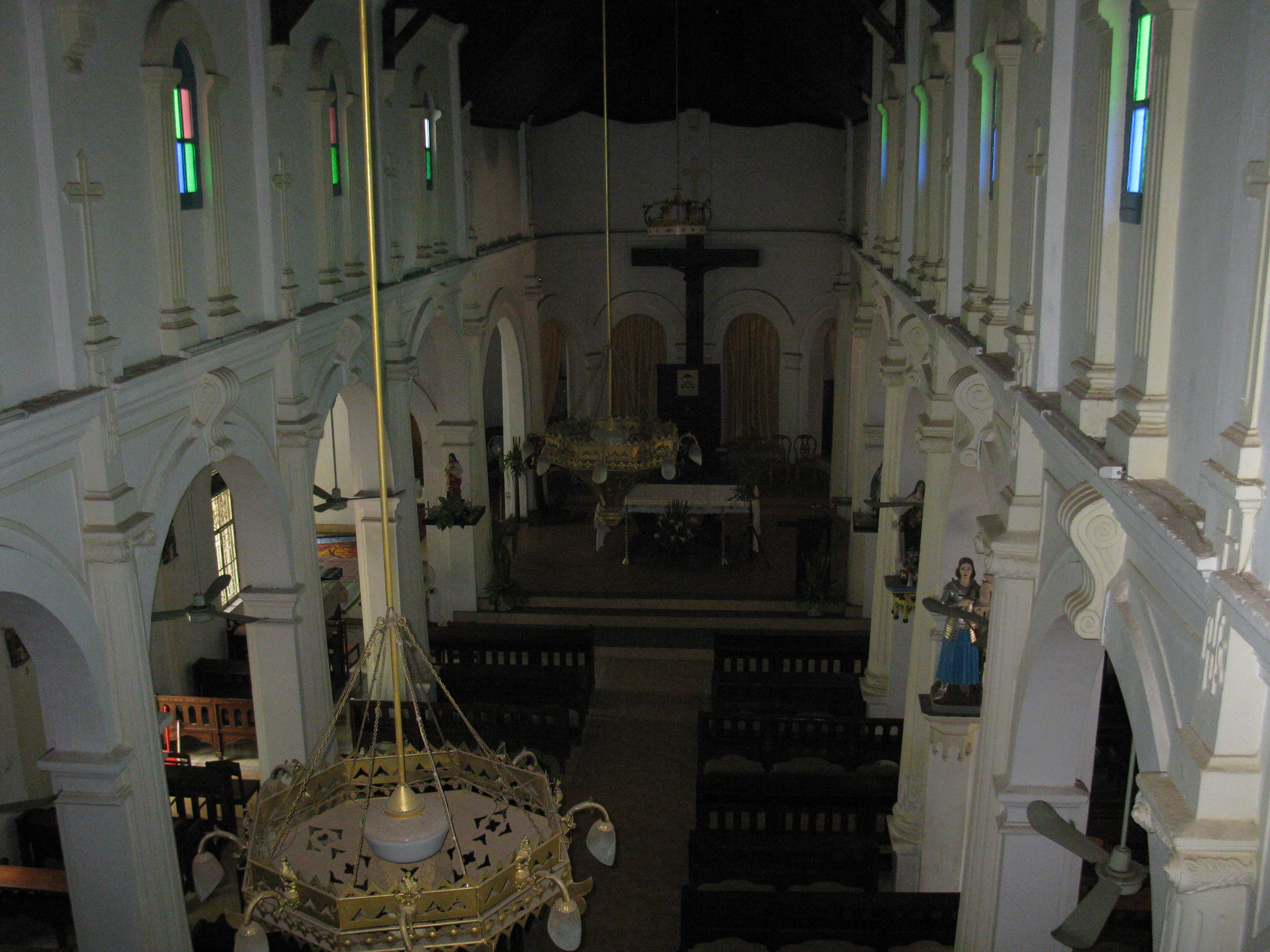
La cathédrale du Sacré-Cœur de Vientiane.
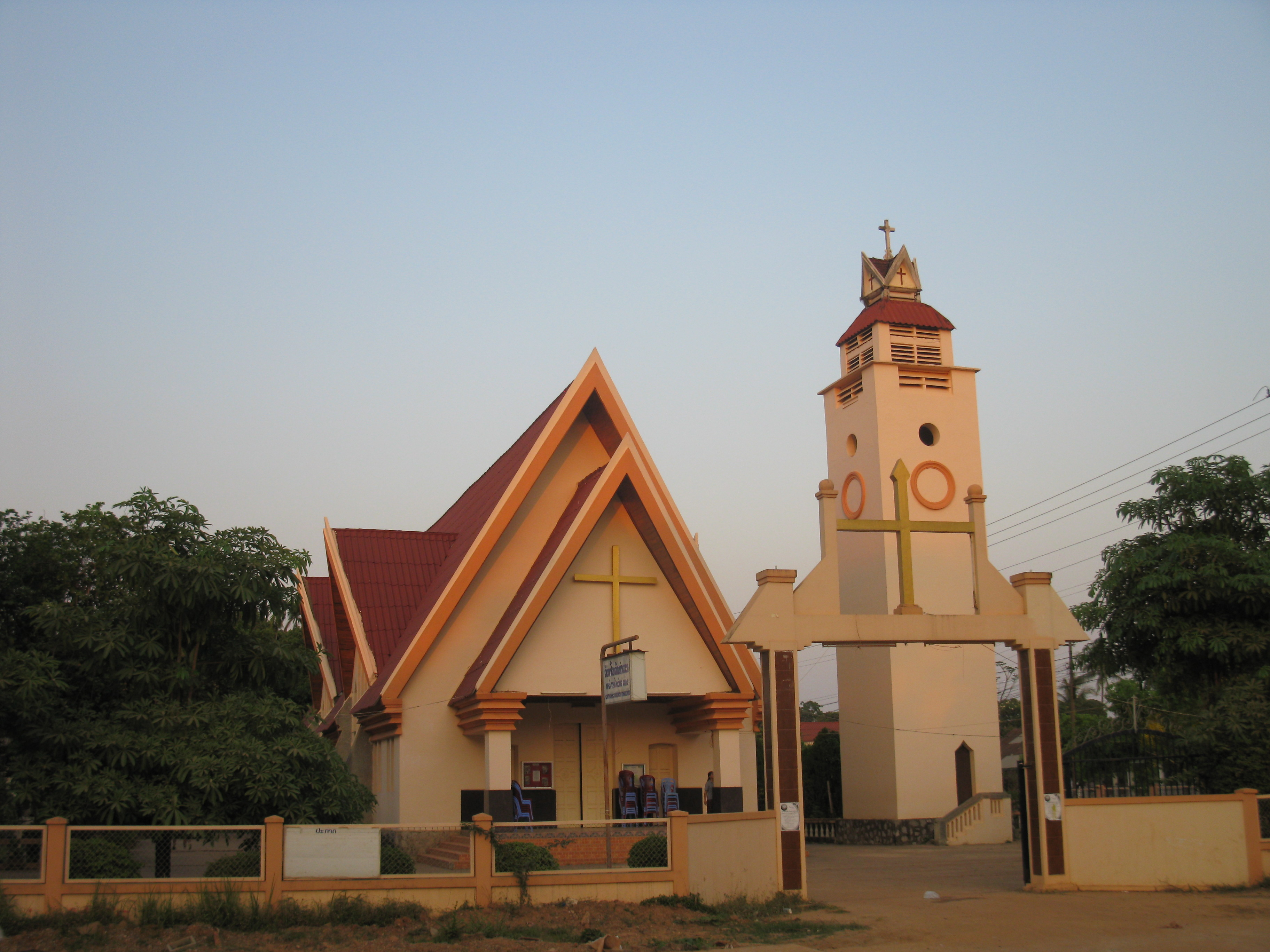
L'église catholique Saint-Louis de Thakhek.
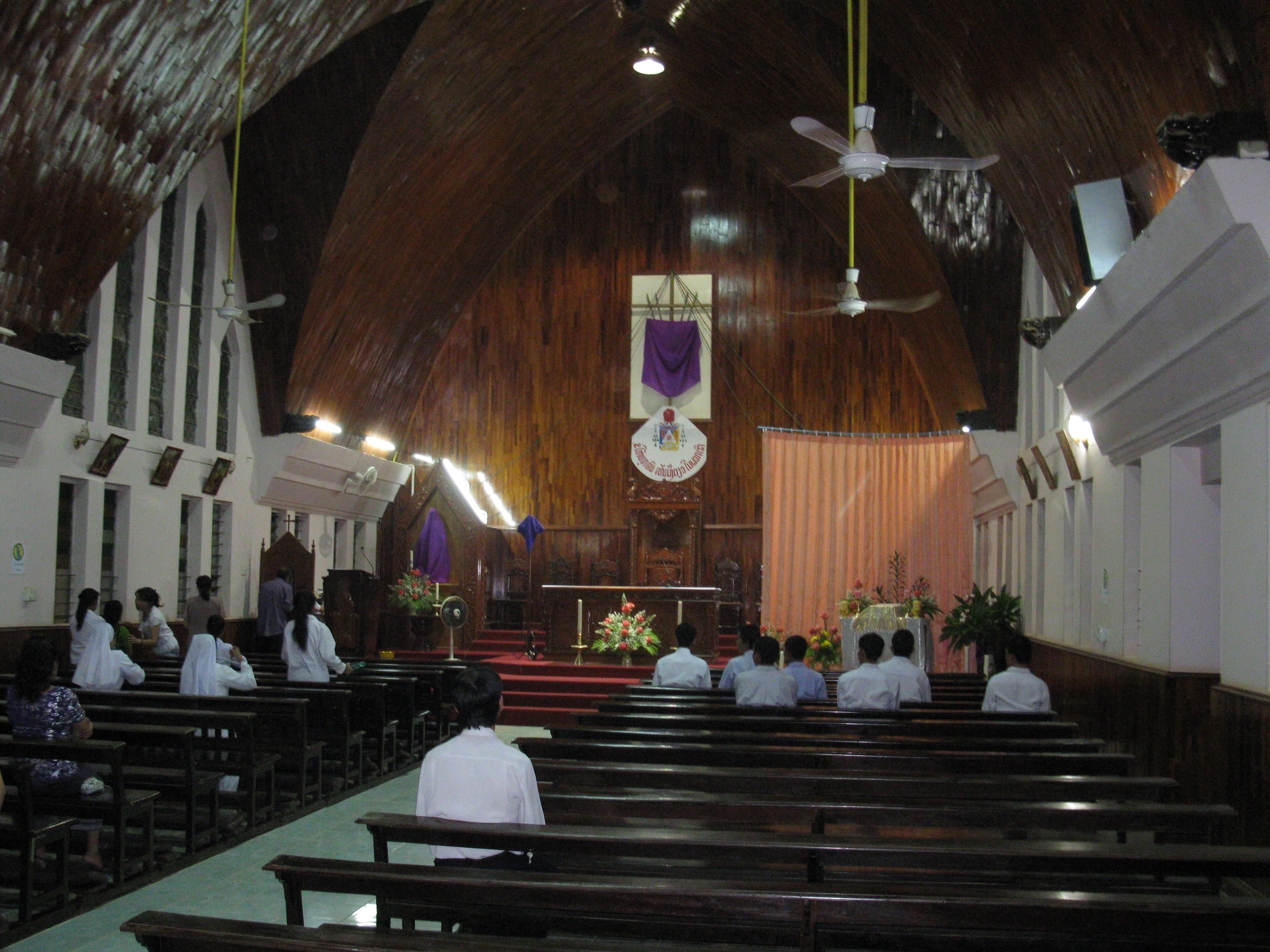
L'église catholique Saint-Louis de Thakhek.
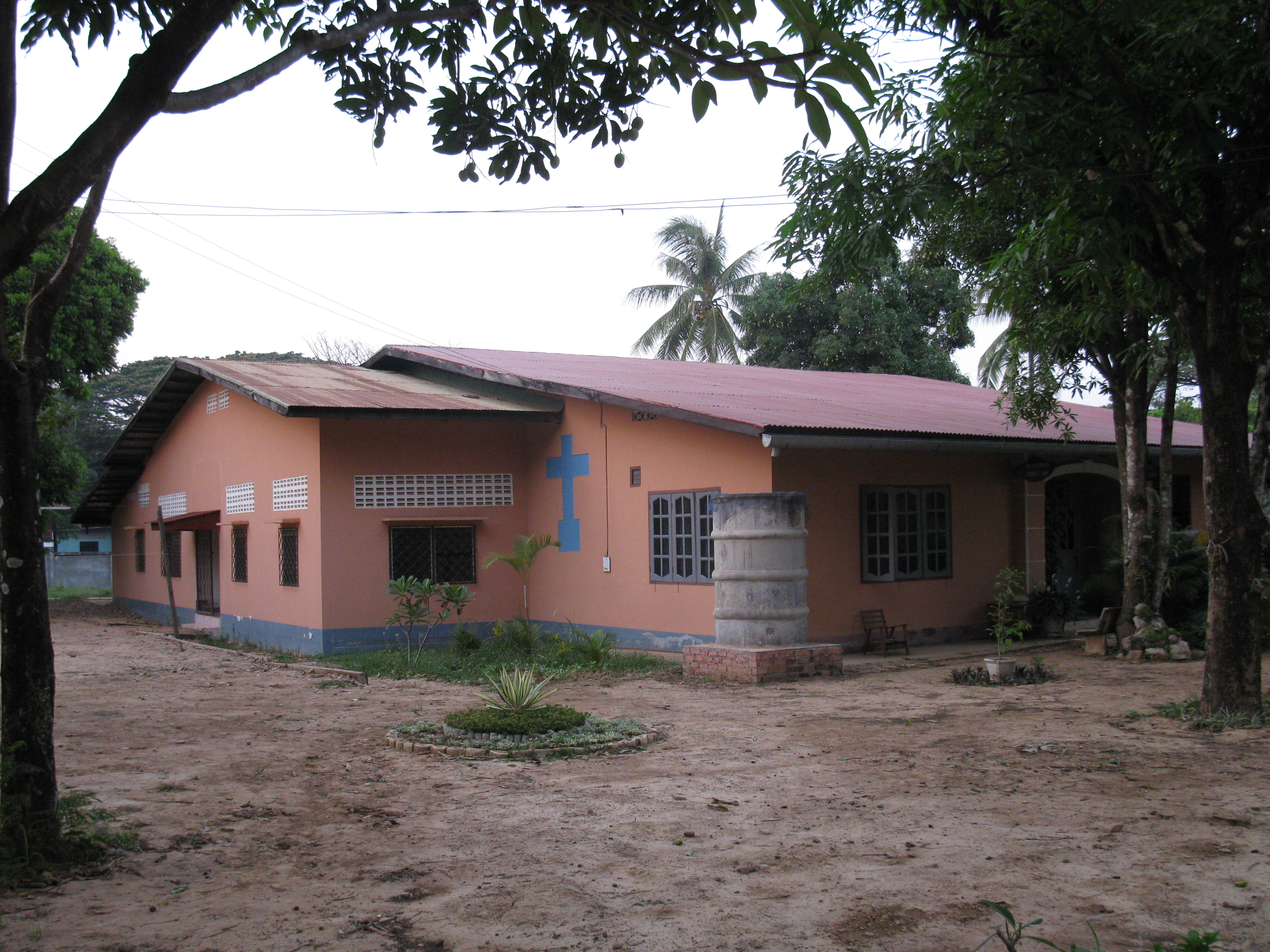
Le séminaire de Thakhek.